# Azathoth

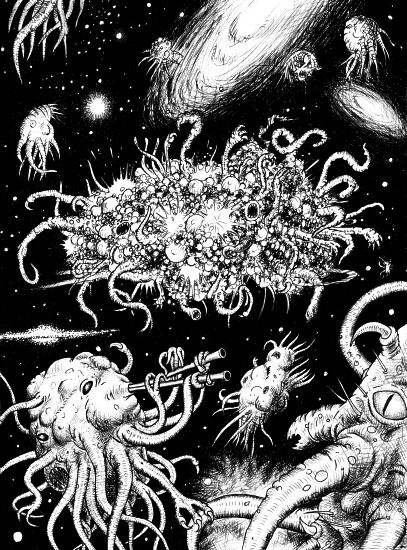
Azatoth

Azathoth is een fictieve godheid uit de Cthulhu Mythos en de Droomcyclus van H. P. Lovecraft en andere auteurs. Hij staat ook bekend als Nucleaire chaos (waarbij “nucleair” refereert aan de kern van de kosmos, niet naar kernenergie), de Daemon Sultan en de Blinde, Idiote God.

## Achtergrond
De naam Azathoth werd voor het eerst gebruikt door Lovecraft in 1919, in een notitie voor zichzelf; "AZATHOTH—hideous name" (Azathoth, gruwelijke naam). Volgens auteur Robert M. Price kwam Lovecraft mogelijk op de naam door een combinatie van de Bijbelse namen Anathoth en Azazel.
Later in 1919 schreef Lovecraft nog een notitie omtrent een idee voor een nieuw verhaal; een over een vreselijke pelgrimage om de troon van Azathoth te vinden. In een brief aan Frank Belknap Long legde Lovecraft een link tussen dit potentiële verhaal en het verhaal Vathek van William Beckford. Het verhaal kwam echter niet van de grond en tegenwoordig bestaat er enkel nog een 500 woorden tellend fragment van.

## Azathoth in Lovecrafts werken
Het eerste verhaal waarin Lovecraft de naam Azathoth gebruikte was The Dream-Quest of Unknown Kadath. Volgens dit verhaal verblijft Azathoth het grootste deel van de tijd in een ruimte buiten het voor mensen waarneembare universum en durft bijna niemand zijn naam uit te spreken. De naam duikt weer op in het verhaal The Whisperer in Darkness, waarin protagonist Albert N. Wilmarth hem genoemd hoort worden op een fonograafopname van een gesprek tussen mensen en de Mi-Go. Verder wordt er over Azathoth gesproken in de verhalen The Dreams in the Witch House (1932), The Thing on the Doorstep en The Haunter of the Dark.

## Azathoth in andere werken
Veel schrijvers die later verder zijn gegaan met de Cthulhu Mythos, hebben referenties naar Azathoth verwerkt in hun eigen verhalen.
August Derleth omschreef in zijn roman The Lurker on the Threshold Azathoth als de leider van een kosmische opstand, vergelijkbaar met Lucifers verraad in de christelijke mythologie. Ramsey Campbell omschrijft de buitenaardse wezens uit in zijn verhaal The Insects from Shaggai als aanbidders van Azathoth.
In 1995 publiceerde Chaosium een reeks verhalen van verschillende schrijvers, die allemaal gebaseerd zijn op Azathoth of waarin Azathoth wordt vermeld:
- Azathoth door Edward Pickman Derby
- Azathoth in Arkham door Peter Cannon
- The Revenge of Azathoth door Peter Cannon
- The Pit of the Shoggoths door Stephen M. Rainey
- Hydra door Henry Kuttner
- The Madness Out of Time door Lin Carter
- The Insects from Shaggai door Ramsey Campbell
- The Sect of the Idiot door Thomas Ligotti
- The Throne of Achamoth door Richard L. Tierney & Robert M. Price
- The Last Night of Earth door Gary Myers
- The Daemon-Sultan door Donald R. Burleson
- Idiot Savant door C. J. Henderson
- The Space of Madness door Stephen Studach
- The Nameless Tower door John Glasby
- The Plague Jar door Allen Mackey
- The Old Ones’ Promise of Eternal Life door Robert M. Price